# ویلی فریچ
ویلی فریچ (انگلیسی: Willy Fritsch؛ ۲۷ ژانویهٔ ۱۹۰۱ – ۱۳ ژوئیهٔ ۱۹۷۳) یک هنرپیشه اهل آلمان بود.
از فیلم‌ها یا برنامه‌های تلویزیونی که وی در آن نقش داشته است می‌توان به آمفیتروئون، جاسوس اشاره کرد.